# Stefan Horodyński
Stefan Horodyński herbu Korczak – miecznik kijowski w latach 1753–1767, pisarz grodzki lwowski w 1767 roku.

## Życiorys
Był posłem województwa ruskiego na Sejm Repninowski.